# Variante sur ferroviaria de mercancías de Bilbao
La variante sur ferroviaria de mercancías de Bilbao es una infraestructura ferroviaria futura, que conectará el Puerto de Bilbao, en Vizcaya, País Vasco (España), con las redes ferroviarias existentes de diferentes anchos de vía. Su finalidad es facilitar el tránsito de mercancías del puerto de Bilbao, uno de los más importantes de la cornisa cantábrica y el más importante del País Vasco. 
Debido a las ampliaciones del Puerto de Bilbao y la demanda que este ha ido generando, junto al posible aumento de mercancías tras la construcción de la Y Vasca, se ha ido haciendo necesaria una variante de mercancías que libere de tráfico las líneas de cercanías y aminorase de ruidos a los vecinos en horas intempestivas ya que supuestamente los diferentes apartaderos y playa de vías no pueden soportar tanta frecuencia de trenes de mercancías mientras a la vez pasan trenes de las líneas de cercanías de pasajeros.

## Historia

### Proyecto (2001-2005)
A nivel ferroviario, dentro de los documentos de planificación autonómicos, destacó el «Plan Territorial Sectorial de la Red Ferroviaria de la CAPV» («Plan Territorial Sectorial»), aprobado definitivamente mediante Decreto 41/2001 publicado el 27 de febrero de 2001. En el Decreto 34/2005, publicado el 22 de febrero de 2005, se aprobó una modificación del mismo relativa a la ordenación ferroviaria en el área de Bilbao Metropolitana y otros municipios. Ese primer plan incluía un estudio informativo de la «Variante Sur de Mercancías».
Debido a que ese estudio cruzaba los montes vascos del Gran Bilbao se plantearon las alternativas de la utilización de los túneles que atraviesan la ladera de Larreineta ya que son túneles de una antigua línea de ferrocarriles mineros (Ferrocarril de La Orconera) enlazándolo finalmente con la red general mediante el paso por Retuerto, Ansio y Luchana (Baracaldo) de forma soterrada.

Ese mismo año 2001 el Ministerio de Fomento aprobó la construcción del túnel del Serantes para aumentar la capacidad de tránsito de trenes y evitar el paso de excesivo de trenes de mercancías por el paso a nivel de Santurce. Esta conexión se haría mediante la línea de pasajeros de cercanías C-2 (Bilbao-Muskiz) que atraviesa los núcleos urbanos de Ortuella y Valle de Trápaga. 

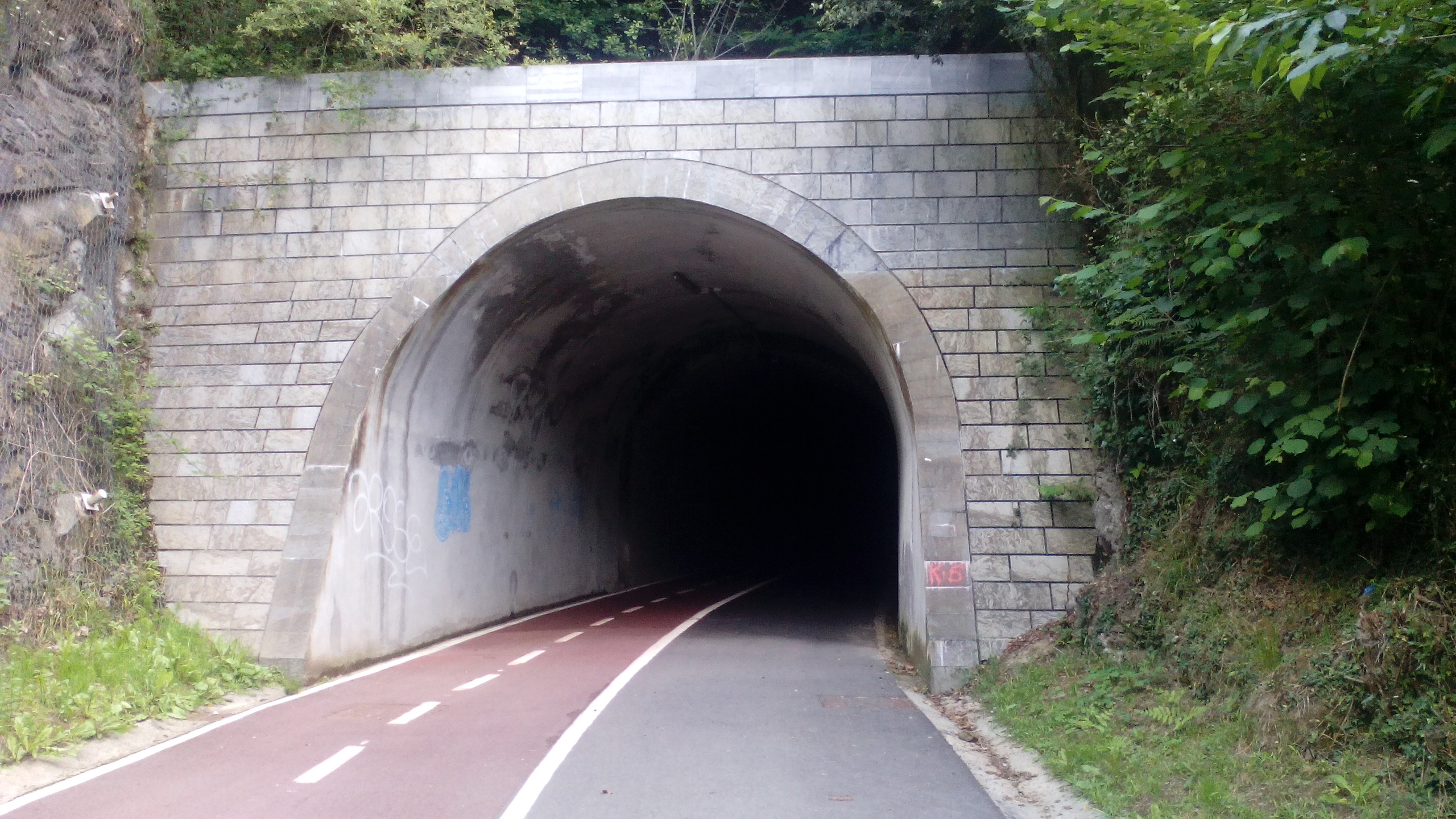
Túnel de la Vía Verde de la Orconera que se propuso utilizar para la construcción de la variante. Una vez descartado se reutilizó como vía verde.

Dos años después se realizaron las primeras modificaciones al mencionado «Plan Territorial Sectorial» que incluyeron modificaciones a la Variante Sur de Mercancías, debido a las deficiencias detectadas en el primer estudio informativo. Estas mejoras fueron:
- Líneas entre el puerto y la Acería Compacta de Vizcaya con tres anchos de vía diferentes (métrico, ibérico y europeo).
- Conexión con la Variante Sur en Triano, la línea puerto-Acería Compacta de Vizcaya enlazaría en Triano con la Variante Sur.
- La Variante Sur, que llegaría al puerto por el túnel del Serantes, enlazaría con el ancho métrico en Alonsótegui y Basauri.

El 22 de febrero de 2005 se aceptaron esas modificaciones del primer «Plan Territorial Sectorial» por el Gobierno Vasco, Decreto 34/2005, y el 9 de mayo se adjudicó  la «Redacción del proyecto de trazado de la Variante Sur de Mercancías de Bilbao» que había sido sacado a concurso el 8 de noviembre de 2004.
En marzo del 2005 el Ministerio de Fomento anunció la intención de sacar a concurso el estudio informativo sobre la Variante Sur Ferroviaria para verano de ese mismo año. El 21 de septiembre  el Ministerio de Fomento sacó a concurso la redacción del «Estudio informativo del Proyecto de la Variante Sur Ferroviaria de Bilbao» con un plazo de ejecución de 24 meses.

### Comienzo de las obras (2004-2008)
A la espera del proyecto definitivo de la variante en el año 2004 se aprobó la unión entre Santurce y Ortuella mediante la construcción del túnel del Serantes cuyas obras comenzaron en el año 2005 y finalizaron en el año 2008 con un presupuesto de 47,27 millones de euros. Con una longitud de 4.830,26 metros, de los que 3.650 son soterrados y el resto a cielo abierto. Cuyo objetivo inicial es repartir el tráfico ferroviario de mercancías entre las líneas de cercanías C-1 y C-2 para después unirlo con el resto de la variante. Aunque todavía no se ha conectado con la línea C-2.
El anteproyecto de la Variante sur ferroviaria de Bilbao se aprobó a principios del año 2008 partió con un presupuesto total de 650 millones de € (50 millones del túnel del Serantes). En ella se incluían el anchó ibérico e internacional (UIC). Tendrá 18 kilómetros y se divide en 4 tramos y un ramal:
- Santurce-Ortuella (túnel del Serantes ya finalizado)
- Ortuella-Corredor del Cadagua (fase más delicada respecto al punto de vista medioambiental)
- Bilbao-Arrigorriaga (con un ramal hacia Olabeaga para conectar las mercancías que discurran por las líneas C-1/C-2 de cercanías)
- Arrigorriaga-Basauri

Sorprende que finalmente no se incluyeron en el proyecto las modificaciones inicialmente aceptadas con lo que las empresas de ancho métrico no podrán operar provocando ello la supresión de la conexión métrica en Alonsótegui y Basauri; y que las mercancías de la Acería Compacta de Vizcaya tengan que discurrir por la línea C1 de cercanías (no teniendo acceso directo al puerto y a la variante) creándose una conexión en Olabeaga para dar servicio a esas mercancías de la Acería. Respecto a la conexión métrica en el estudio informativo publicado en 2015 se advirtió que:

Es importante destacar que las mercancías en ancho métrico con origen/destino Lutxana se cargan o distribuyen en camión, es decir no están  vinculadas a ningún centro de producción ubicado en las proximidades de esta estación y por lo tanto, sería planteable un funcionamiento similar en otro punto con conexión a la red de ancho métrico si se optase por alejar del núcleo de Bilbao las mercancías en ancho métrico.

### Revisión del proyecto (2015)
Debido a la inviabilidad económica del proyecto y a los problemas medioambientales que este suponía, si bien es cierto que en esa misma zona se ha construido la Supersur, en octubre de 2015 se revisó el anteproyecto y se presentó un estudio informativo avalado por el Ministerio de Fomento que proponía un proyecto de variante parcial de la línea C-2 para propiciar el paso de trenes de mercancías en el llamado Conexión Valle de Trápaga. Sin tener en cuenta que el mayor problema de tráfico se sitúa en el tramo común con la línea C-1 por el que en hora punta pasan trenes de cercanías cada 10 minutos e incluso algunas a veces tienen que esperar en los cruces para evitar cizallamientos.
El proyecto de conexión directa del Túnel del Serantes con la red actual se denominó Conexión Ortuella pero para poderse utilizar se tendría que realizar una duplicación y mejora de la C-2 ya que discurriría completamente por la red actual. Es similar a la Conexión Valle de Trápaga pero esa conexión es una variante parcial para que los trenes no circulasen por el centro de Ortuella y Valle de Trápaga.
En ese mismo estudio se analizaba la construcción de la variante completa propuesto por el Gobierno Vasco en el proyecto llamado Conexión Olabeaga muy similar al anteproyecto presentado años atrás.
Ese estudio informativo determinó que:

...las distintas técnicas de análisis multicriterio aplicadas ponen de manifiesto de forma inequívoca la superioridad de la Conexión de Olabeaga frente a la de Valle de Tràpaga, a causa fundamentalmente de su mejor aptitud funcional.

#### Presupuesto
El presupuesto de los proyectos estudiados serían los siguientes (solo se construiría 1 de ellos):
- Conexión Ortuella: 15 mill. € aprox. + IVA
- Conexión Valle de Trápaga: 175 mill. € aprox. + IVA
- Conexión Olabeaga: 310 mill. € aprox. + IVA

A estos presupuestos habría que añadir las mejoras, expropiaciones, conexiones... que en algunos casos podría casi duplicar el presupuesto final.

### Estudio de la variante por la «Conexión Olabega» (2017-actualidad)
Debido a que la conexión Olabeaga se determinó que era la más óptima -aunque también la más costosa tanto económica como medioambientalmente- debido a que separaba los tráficos de los mercancías del Puerto de los trenes cercanías, en 2017 el Gobierno Vasco llegó a un acuerdo con el Ministerio de Fomento para realizar su propio estudio centrado en esa conexión. En 2019 se hizo público el estudio, aunque debido a las alegaciones del proyecto de 2015 se añadió en el documento la siguiente conclusión sobre los proyectos del 2015 en la sección 1.3.3.14 Conclusiones dentro de Antecedentes y situación actual:

Como resultado de las alegaciones recibidas durante la fase de información pública y audiencia, la Subdirección General de Planificación Ferroviaria del Ministerio de Fomento entiende que se han recibido alegaciones de gran calado que cuestionan la oportunidad de la actuación y ponen en duda su viabilidad económica, social y ambiental. Lo que unido a que la información pública efectos ambientales se encontraba caducada, lleva a considerar que resulta desaconsejable proseguir con la tramitación del estudio en los términos hasta ese momento planteados.

De esta forma el proyecto quedó en duda a la espera de una nueva revisión integra del nuevo proyecto del 2017-2019 que en principio podría durar, de nuevo, años.

### Futuro de la infraestructura
Se está estudiando que para ahorrar costes parte de esta variante se pueda utilizar para el denominado Corredor Cantábrico-Mediterráneo lo que también ha suscitado críticas por parte de los operadores de mercancías. Aunque hasta que no esté operativa al 100% la Y vasca con el tráfico de mercancías que pueda generar y no se sepa las características de ese corredor -la Y vasca no es de alta velocidad pura por lo que es posible que el tramo entre Vizcaya y Cantabria tampoco lo sea- no se podrá confirmar nada al respecto.
Paralelamente, en mayo de 2012, se publicó un estudio de viabilidad de conexión ferroviaria entre Vizcaya y Castro Urdiales (Cantabria) que determinaba que esa conexión debía hacerse con una ampliación de la C2.

## Características
La variante ferroviaria de mercancías completa (Conexión Olabeaga) estará dotada de doble vía y tiene una longitud de 18,663 km de los cuales 14,8 corresponden a túneles y 1,69 km a viaductos. Está proyectada para una velocidad máxima de 80 km/h, después ampliada en una zona central de 6 km a 250 km/h debido a la posible incursión de trenes «velocidad alta» a modo de línea de altas prestaciones, con pendientes máximas de 1,5 % y radios mínimos de 300 m. La longitud de apartaderos es de 800 m. Puede absorber trenes de hasta 750 m de longitud con una capacidad de carga mayor de 25.000.000 Tm.
Para su inserción en las redes ferroviarias existentes se contempla los anchos de vía más usuales, el ancho ibérico de 1,67 m y el europeo de 1,44 m.
La línea estará electrificada con diferentes voltajes dependiendo de las fases 1.500, 3.000 y 2×25.000 V. Se han proyectado cinco estaciones transformadoras de diferentes voltajes. La toma de corriente podrá ser por catenaría o por tercer carril.
El presupuesto total asignado a la obra, sin tener encuentra el material móvil es de unos 600 millones de euros (IVA incluido y sin contar el túnel del Serantes de 42 millones de euros, ya construido) y un plazo de construcción de 42 meses.

### Túnel del Serantes
Dentro de la Variante Sur Ferroviaria destaca el túnel del Serantes. Este túnel de casi 5 km de longitud que atraviesa el monte Serantes une el Superpuerto y el polígono Abra Industrial de Ortuella con el resto de la infraestructura. La entrada en servicio de este túnel, prevista inicialmente para finales del año 2008, nunca se ha puesto en funcionamiento ya que la mayoría de trenes de mercancías, debido a su longitud, no pueden pasar por la C-2; demostrando falta de previsión en el proyecto. Otros factores logísticos y de explotación como la mayor capacidad y rapidez de acceso desde la C-1 (por Santurce) también ha tenido gran incidencia en su «no apertura».
El túnel del Serantes es el más largo de toda la comunidad autónoma del País Vasco. Su construcción se ha dilatado por un periodo de cuatro años y está dotado de un presupuesto de 47,5 millones de euros. La construcción está a cargo de la UTE (unión Temporal de Empresas) formada entre FCC y Construcciones Olabarri, Dirigida por el ingeniero Pedro Lekuona.
Se comenzó a abrir el túnel por ambos lados, por el lado del puerto y por el de Ortuella. Los trabajos acometidos desde el lado del puerto quedaron parados por problemas con la expropiaciones y con diferentes redes de servicios.
El método de perforación de la galería ha sido mediante barrenos. El avance diario de la excavación ha sido de entre 2 y 5 metros y se realizaba por una plantilla de entre 25 y 30 trabajadores. Se necesitaron 292.000 kilos de Goma 2 Eco para la perforación del túnel con una media de 80 kg por cada metro lineal.
Los escombros generados, más de un millón de toneladas, se reutilizaron para la construcción de las diferentes ampliaciones y mejoras del Puerto de Bilbao. El tipo de roca que se ha perforado ha sido calcarenita y  lutita.
En ambas bocas del túnel se han añadido falsos túneles, en el lado de Ortuella es de 400 metros de longitud y en él se une la vía que circula por el túnel con la línea de cercanías de C-2.
El sistema antiincendios consta de 20 bocas de incendios, una cada 200 m, y 36 detectores de CO2, óxido de nitrógeno y anhídrido sulfuroso. La ventilación se realiza mediante tres grupos de cinco ventiladores de 5 kW cada uno de ellos y la iluminación está formada por 320 luminarias y un centenar de luces de emergencia. Tres centros de transformación suministran corriente a todo el trazado.

## Críticas al proyecto
A causa de diferentes desacuerdos y la poca información disponible años atrás se dijo que la construcción de la variante ferroviaria iba a ser solamente en ancho internacional (al igual que la Y vasca) lo que provocaría que no se pudiese utilizar esa variante para transportar mercancías al resto de España y Portugal señalando una clara descoordinación del proyecto y las necesidades que dice viene a suplir aunque posteriormente, en el proyecto definitivo, se confirmó que la variante si incluiría esos anchos: el predominante en España y Portugal (ibérico) y el predominante en Europa (internacional). A pesar de ello también surgieron discrepancias por dejar al margen al ancho métrico en el proyecto ya que el Puerto de Bilbao y la Acería Compacta de Vizcaya seguirían sin estar conectados directamente con los operadores de ancho métrico FEVE y Euskotren de gran importancia en la Cornisa Cantábrica.
Además, los grupos ecologistas y varios partidos políticos son contrarios a su construcción por el gran impacto ecológico que tendrá, proponiendo alguno de ellos otras alternativas.
También ha suscitado críticas el hecho de que no se aprovechen las obras de la autopista Variante Sur Metropolitana de Bilbao (conocida como Supersur), con similar trazado, para construir la infraestructura. Con ello, el paisaje será dañado dos veces, construyéndose en muchos de los casos dos viaductos, dos túneles, dos desmontes... paralelos, uno por cada infraestructura.

### Otras alternativas
Pese a que el Ferrocarril de Bilbao a Portugalete y Triano tenga más de 125 años -el tramo entre Ortuella y Galindo más de 150 años- en ningún momento se ha planteado una mejora integral de las líneas en la que la capacidad máxima en el tramo común es de un tren cada 6 minutos pero que realmente «solo» pasa un tren de cercanías cada 10 minutos en horas punta (cada 20 minutos por línea). En la mayoría de horarios -desde las 10:00 hasta las 14:00 y desde las 17:00 aproximadamente- los cercanías tienen una frecuencia de 15 minutos en ese tramo común (cada 30 minutos por línea) por lo que hay surcos para meter un mercancías en esos intervalos; sin contar los que se puedan meter en horario nocturno, festivos, fines de semana y en las mencionadas horas punta ajustando horarios. En los años 70 y 80 la línea si llegó a colapsarse, con retrasos continuos de los cercanías, debido al gran tráfico de mercancías que las industrias generaban. Décadas después, tras la desindustrialización y con una mejor tecnología, no se ha planteado adaptar la línea para soportar un tráfico similar e incluso mayor.
Esa mejora podría darse mediante la construcción de saltos de carnero en los cruces y la utilización o construcción de una tercera vía donde así se pudiese para incorporar el ancho estándar e incluso métrico -la mayor parte por donde pasa la línea es terreno no urbano, ex-industrial-. De hecho entre Baracaldo y Luchana hay una tercera vía que no se utiliza.
Otra manera de aumentar la capacidad sin construir una línea nueva sería introduciendo el sistema de seguridad ETCS como ocurre en las líneas de Cercanías Madrid que tienen alta frecuencia.
Con estas propuestas habría que resolver como accederían los trenes de mercancías al Puerto de Bilbao para que estos no pasasen por el paso a nivel de Santurce. Sin embargo, mientras en las «conexiones» de la variante se plantean varios kilómetros nuevos en este solo habría que hacer ese acceso nuevo.